# 栗原誠治
栗原 誠治（くりはら せいじ、1964年11月16日 - ）は、日本の元ラグビー選手。

## プロフィール
- 愛媛県出身[1]。
- 現役時代のポジションはロック(LO)。
- 日本代表通算キャップ数は3でラグビーワールドカップ1987の日本代表に選ばれた[2]。

## 略歴
新田高校、早稲田大学を経て、1987年、サントリー(現・東京サントリーサンゴリアス)に加入。
1986年9月27日に行われたスコットランド戦で日本代表初キャップを獲得した。